# Pentaeritritol
Pentaeritritol (pentaeritrit, C5H12O4 ili C(CH2OH)4) je najvažniji tetrahidroksialkohol.

## Osobine
To je bijeli prah topljiv u vodi. Jako simetrična struktura uzrokuje visoku temperaturu tališta od 262°C.

## Dobivanje
Dobiva se reakcijom vodene otopine acetaldehida sa suviškom paraformaldehida, u prisutnosti kalcijevog hidroksida. Reakcija se sastoji od aldolne adicije, nakon koje slijedi ukrižana Cannizzarova reakcija.
3 HCHO + CH3CHO --> (Ca(OH)2) --> (HOCH2)3CCHO --> (HCHO - Ca(OH)2) --> (HOCH2)4C /pentaeritritol/ + ½ Ca(OCHO)2 /kalcijev formijat/
(Tetra-, penta- i heksahidroksialkoholi ravnog lanca dobivaju se lako redukcijom šećera).

## Upotreba
1955.g. proizvedeno ga je preko 27 000t, od čega je glavnina bila upotrjebljena za izradu alkidnih i drugih poliesterskih smola i za povećanje sušivosti sušivih ulja.

Esterifikacijom s nezasićenim masnim kiselinama nastaje ester, potreban niži stupanj polimerizacije da se dobiju filmovi koji imaju potrebnu žilavost i tvrdoću.

Sojino ulje npr. nije dobro sušivo ulje. Ako se hidrolizira i masne kiseline ponovo esterificiraju s pentaeritritolom, produkt se „suši“ mnogo brže.

Druga primjena pentaeritritola je za dobivanje nitrata poznatog kao pentrit (PETN).